# Eustácio de Antioquia
Eustácio de Antioquia, também chamado de o Eustácio, o Grande, foi o bispo de Antioquia entre 324 e 332 (quando ele foi banido) ou 337 (quando ele morreu). Ele era natural de Side, na Panfília. Por volta de 320, ele era bispo de Beroia (atual Alepo, na Síria) e se tornou bispo de Antioquia imediatamente antes do Primeiro Concílio de Niceia (325). Nele, ele se destacou como um opositor zeloso contra o arianismo, embora o Allocutio ad Imperatorem, que tem sido atribuído a ele dificilmente seja genuíno.

## História
Sua polêmica anti-ariana contra Eusébio de Cesareia o tornou impopular entre os seus pares, bispos do leste, e um sínodo foi convocado em Antioquia em 332 o depôs por adultério, o que foi logo confirmado pelo imperador.
Como exemplo, na disputa com Eustácio, que se opunha à grande influência de Orígenes e sua prática exegética alegórica das escrituras, vendo nesta teologia as raízes do arianismo, Eusébio, um admirador de Orígenes, foi repreendido por Eustácio por desviar-se da fé de Niceia, e este foi, por sua vez, acusado de sabelianismo. Eustácio foi acusado, condenado e deposto num sínodo em Antioquia. A população da cidade se revoltou contra esta ação, enquanto os anti-eustacianos propunham Eusébio como o novo bispo, embora ele tenha recusado.
Ele ordenou um bispo, Mor José, para Edessa. Depois, ele foi para Índia com Tomé de Cana e 72 famílias. Ele foi banido para Trajanópolis na Trácia, onde morreu, provavelmente por volta de 337.

## Obras
A única obra completa de Eustácio é o De Engastrimytho contra Origenem, que discute o episódio da bruxa de Endor em I Samuel 28:3–25. Outros fragmentos foram enumerados por G. F. Loofs em Herzog-Hauck’s Realencyklopädie.
Os Comentários sobre o Hexamerão, atribuído a ele no manuscrito, não é autêntico.